# Prochoerodes germaini
Prochoerodes germaini là một loài bướm đêm trong họ Geometridae.